# يونوهوست

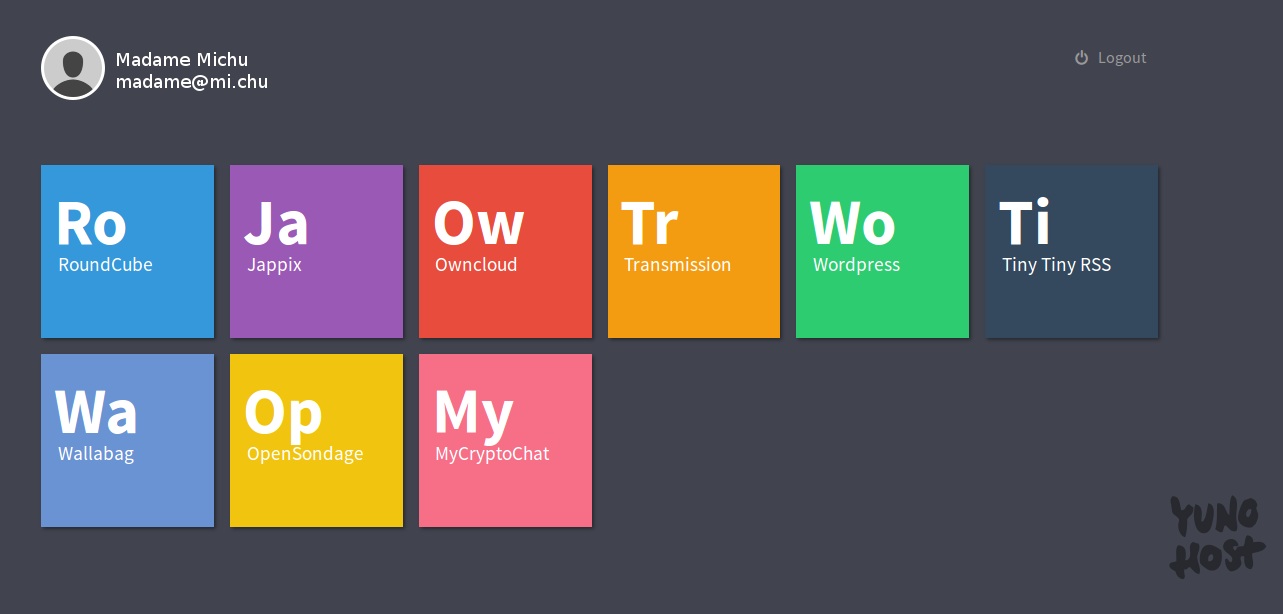
YunoHost

يونو هوست (بالإنجليزية: YunoHost)‏ معناه : (لماذا لا تسكن عند نفسك ).
هو نظام تشغيل للكمبيوتر مبني على توزيعة ديبيان جنو / لينكس ( دبيان GNU/Linux ) و يتكون من برامج حرة
و مفتوحة المصدر. يسمح نظام التشغيل يونوهوست - لينكس بسهولة تنصيب على الكمبيوتر المنزلي : خادم ويب لإدارة موقع،
خادم بريد إلكتروني، ملقم خدمة الملخصات وعدة خدمات أخرى . و هذا دون اللجوء إلى خوادم أخرى على الشبكة
لا يمكنك التأكد لكيفية استغلالها لمعلوماتك الشخصية، دون علمك .
حيث أن معلوماتك وبريدك سيكون على كمبيوترك، وتستطيع التحكم فيها كما تريد.

## التاريخ
بدأ تطوير هذا النظام في شهر مارس 2012.
ظهرت النسخة الأولى ( V 1.0 ) في أغسطس 2012.
نشرت النسخة الثانية التجريبية ( V 2.0 Beta) في مارس 2014.

## التطبيقات
- نظام التشغيل.
- واجهة ويب.
- واجهة سطر اوامر.
- خادوم ويب.
- خادومي (02) بريد إلكتروني .
- خادم للتراسل الفوري.
- خادم أسماء نطاقات DNS .
- خادم ملفات.
- و خوادم أخرى.

## وصلات خارجية
- يونوهوست على موقع Framasoft (الفرنسية)

[الموقع الرسمي للتوزيعة : https://doc.yunohost.org/]